# MOVIN' ON (SPYAIRの曲)
『MOVIN' ON』（ムービン・オン）は、日本のロックバンドであるSPYAIRの楽曲。2012年1月1日に1作目の配信限定シングルとしてSony Music Associated Recordsからリリースされた。

## 概要
前作『BEAUTIFUL DAYS』以来約4か月でのリリースとなるシングル。メジャーデビュー以来、初の配信限定シングルで、オリジナルアルバム『Rockin' the World』以来の初音源となる。
配信限定シングルとしてリリースしようと思った理由として「アルバムのリリース、日比谷野外大音楽堂でのライブが終わり、ひと区切りつくのが嫌だったから」「新年一発目の意思表明として」と発言している。また、この時点で見据えている2ndアルバムのテーマに向けて、必要な一曲であるとUZは発言している。
ミュージックビデオはレコーディングの模様をモノクロ映像で構成したものとなっており、2枚目のアルバム『Just Do It』の初回生産限定盤Aの特典DVDに収録されている。
　

## 収録曲
1. MOVIN' ON [2:58]
  - 作詞：MOMIKEN、作曲：UZ、編曲：SPYAIR
  - 「福岡カスタムカーショー2012」イメージソング

ギターが全体をリードしていく、軽快でストレートなロックナンバーとなっており、「さぁ、行こう　ぶっ飛ばして　そのドアの先に　きっと、あるんだよ　君が進む道が」というフレーズは、悩みを抱える人に向けたメッセージにもなっている[3]。
同年6月27日発売の7thシングル『0 GAME』に、カップリングとして収録された。

## 楽曲の収録アルバム
MOVIN' ON
- 『Just Do It』（BONUS DISC #6）
- 『BEST』（BONUS DISC #6）